# Wojciech Polak
Wojciech Polak (ur. 19 grudnia 1964 w Inowrocławiu) – polski duchowny rzymskokatolicki, doktor nauk teologicznych, rektor Prymasowskiego Wyższego Seminarium Duchownego w Gnieźnie w latach 1999–2003, biskup pomocniczy gnieźnieński w latach 2003–2014, sekretarz generalny Konferencji Episkopatu Polski w latach 2011–2014, arcybiskup metropolita gnieźnieński i prymas Polski od 2014.

## Życiorys

### Młodość i wykształcenie
Urodził się 19 grudnia 1964 w Inowrocławiu jako najstarszy spośród czworga dzieci Stanisława i Marii z domu Buczkowskiej. Brat Mieczysława, również księdza, doktora habilitowanego, dziekana Wydziału Teologicznego Uniwersytetu im. Adama Mickiewicza w Poznaniu. Dorastał w miejscowości Suchatówka pod Gniewkowem. Egzamin dojrzałości złożył w 1983 w III Liceum Ogólnokształcącym w Toruniu.
W latach 1983–1988 odbył studia filozoficzno-teologiczne w Prymasowskim Wyższym Seminarium Duchownym w Gnieźnie. Ukończył je z magisterium z teologii moralnej uzyskanym na Papieskim Wydziale Teologicznym w Poznaniu. Święceń prezbiteratu udzielił mu 13 maja 1989 w katedrze gnieźnieńskiej kardynał Józef Glemp, prymas Polski. Został inkardynowany do archidiecezji gnieźnieńskiej.
Dalsze studia z zakresu teologii moralnej odbył w latach 1991–1995 w Akademii Alfonsjańskiej, czyli w Wyższym Instytucie Teologii Moralnej Papieskiego Uniwersytetu Laterańskiego w Rzymie. W 1993 otrzymał licencjat, a w 1996 doktorat uzyskany na podstawie dysertacji dotyczącej eklezjalnego wymiaru grzechu i pojednania w posoborowym nauczaniu Kościoła, którą obronił w 1995.

### Prezbiter
W latach 1989–1991 pracował jako wikariusz w parafii farnej w Bydgoszczy. Równocześnie był sekretarzem biskupa pomocniczego gnieźnieńskiego Jana Nowaka, wikariusza biskupiego dla miasta Bydgoszczy.
Jako rektor seminarium z urzędu wszedł w skład rady duszpasterskiej i rady kapłańskiej, w której pełnił funkcję sekretarza. Został też członkiem kolegium konsultorów. Ustanowiony został rektorem kościoła św. Jerzego na zamku gnieźnieńskim i kanonikiem gremialnym kapituły kolegiackiej, w której w 2003 objął funkcję prepozyta.

### Działalność naukowo-akademicka
W 1995 został prefektem i wykładowcą teologii moralnej w Prymasowskim Wyższym Seminarium Duchownym w Gnieźnie, a w latach 1999–2003 sprawował urząd rektora seminarium. W 1995 podjął wykłady z teologii moralnej w Prymasowskim Instytucie Teologicznym w Gnieźnie i w Prymasowskim Instytucie Kultury Chrześcijańskiej w Bydgoszczy, a w 1996 z teologii moralnej ogólnej i szczegółowej w Wyższym Seminarium Duchownym Misjonarzy Ducha św. w Bydgoszczy. W 1998 został adiunktem w Zakładzie Teologii Moralnej i Duchowości Wydziału Teologicznego Uniwersytetu im. Adama Mickiewicza w Poznaniu. W 1999 został pełnomocnikiem dziekana Wydziału Teologicznego Uniwersytetu im. Adama Mickiewicza ds. organizacji studiów w sekcji zamiejscowej w Gnieźnie.
Objął stanowisko zastępcy redaktora czasopisma „Studia Gnesnensia”.

### Biskup
8 kwietnia 2003 papież Jan Paweł II mianował go biskupem pomocniczym archidiecezji gnieźnieńskiej ze stolicą tytularną Mons in Numidia. Święcenia biskupie otrzymał 4 maja 2003 w katedrze gnieźnieńskiej. Udzielił mu ich Henryk Muszyński, arcybiskup metropolita gnieźnieński, któremu asystowali arcybiskup metropolita poznański Stanisław Gądecki i biskup pomocniczy gnieźnieński Bogdan Wojtuś. Jako zawołanie biskupie przyjął słowa „Dominum confiteri Iesum” (Wyznawać Jezusa jako Pana). W maju 2003 został ustanowiony wikariuszem generalnym archidiecezji. W kurii metropolitalnej objął funkcje: przewodniczącego Wydziału Katechizacji i Szkół Katolickich, przewodniczącego Referatu ds. Zakonnych i przewodniczącego Referatu Duszpasterstwa Młodzieży. Został także dyrektorem Archidiecezjalnego Studium Pastoralnego dla Kapłanów i członkiem Rady Programowej Studium, a także przewodniczącym Rady Wydawniczej Prymasowskiego Wydawnictwa Gaudentinum, a po jej reorganizacji przewodniczącym Rady Ekonomicznej wydawnictwa.
17 maja 2014 papież Franciszek mianował go arcybiskupem metropolitą gnieźnieńskim i prymasem Polski. 7 czerwca 2014 kanonicznie objął archidiecezję i odbył ingres do katedry gnieźnieńskiej. Paliusz metropolitalny odebrał od papieża Franciszka 29 czerwca 2014 w bazylice św. Piotra w Rzymie.
W Konferencji Episkopatu Polski w latach 2011–2014 sprawował urząd sekretarza generalnego. W 2009 wszedł w skład Rady Stałej jako jeden z dwóch biskupów pomocniczych, w 2011 objął członkostwo w niej z urzędu jako sekretarz generalny KEP, a w 2014 jako prymas Polski. Jako sekretarz generalny KEP uzyskał również urzędowe członkostwo w Komisji Wspólnej Przedstawicieli Rządu RP i KEP. W 2013 został przewodniczącym Zespołu ds. Kontaktów z Rosyjskim Kościołem Prawosławnym, w 2016 przewodniczącym Komisji Duchowieństwa, oprócz tego wszedł w skład Komisji Charytatywnej i Rady ds. Duszpasterstwa Młodzieży, Zespołu ds. Wizyty Ojca Świętego w Polsce w 2016 r. oraz Ogólnopolskiego Komitetu Organizacyjnego Obchodów 1050. Rocznicy Chrztu Polski w 2016 r. W 2005 został wybrany delegatem ds. Powołań, w latach 2009–2011 był delegatem ds. Duszpasterstwa Emigracji Polskiej, a w 2019 został wybrany delegatem ds. Ochrony Dzieci i Młodzieży i z urzędu przewodniczącym Rady Fundacji Świętego Józefa. Ponadto został przewodniczącym zespołu roboczego do podjęcia rozmów z Państwową Komisją ds. wyjaśniania przypadków czynności skierowanych przeciwko wolności seksualnej i obyczajności wobec małoletniego poniżej 15 lat, wszedł w skład Komisji Wspólnej Przedstawicieli Rządu RP i KEP, Rady Fundacji Opoka, Rady Fundacji „Dzieło Nowego Tysiąclecia”, a także został przewodniczącym kapituły nagród Totus Tuus i Totus Tuus medialny im. bp. Jana Chrapka. Brał udział w opracowaniu zasad postępowania kościelnego w przypadku oskarżeń duchownych o czyny pedofilne, przyjętych przez Konferencję Episkopatu Polski w 2009, a także koordynował prace nad przygotowaniem przesłań do narodów polskiego i rosyjskiego (2012) oraz polskiego i ukraińskiego (2013).
W latach 2006–2011 był przewodniczącym Europejskiej Służby dla Powołań, delegatem Rady Konferencji Episkopatów Europy ds. powołań. W 2011 papież Benedykt XVI mianował go członkiem Papieskiej Rady ds. Duszpasterstwa Migrantów i Podróżujących.
W 2022 konsekrował biskupa pomocniczego gnieźnieńskiego Radosława Orchowicza.

## Odznaczenia i wyróżnienia
W 2012 nadano mu honorowe obywatelstwo gminy Gniewkowo. W 2024 został wyróżniony, jako pierwszy w historii, Medalem Królewskim, przyznawanym przez Prezydenta Gniezna.
W 2015 został odznaczony Komandorią Missio Reconciliationis. W 2017 otrzymał nagrodę „Pontifici” przyznaną przez warszawski Klub Inteligencji Katolickiej, w 2018 Medal Świętego Jerzego „Tygodnika Powszechnego”, a w 2020 statuetkę Złotego Hipolita wraz z godnością Wybitnej Osobistości Pracy Organicznej od Towarzystwa im. Hipolita Cegielskiego.
W 2015 został przyjęty do konfraterni zakonu paulinów.